# Smallingerland
Smallingerland (anhörenⓘ) (westfriesisch Smellingerlân) ist eine Gemeinde der Provinz Friesland (Niederlande). Sie hat 57.095 Einwohner (Stand: 1. Januar 2025).

## Name; Orte
Der Name geht zurück auf den See „Smalle Ee“ (auch „Smalle Eesterzanding“) in der Mitte der Gemeinde und bedeutet in etwa: „Land beim schmalen Wasserlauf“. Die Gemeinde wird durch die Seen Smalle Ee, Monnike Ee, Wijde Ee und Kromme Ee, die alle Ausläufer des Flusses Drait sind, gewissermaßen in zwei Teile geteilt.
Der Verwaltungssitz ist Drachten.
Die anderen Orte in der Gemeinde sind: Boornbergum, De Tike, De Veenhoop, De Wilgen, Drachtstercompagnie, Goëngahuizen, Houtigehage, Kortehemmen, Nijega, Opeinde, Oudega (diese beiden sind mit je etwa 1.700 Einw. nach Drachten {37.000 Einw.} die wichtigsten), Rottevalle und Smalle Ee.

## Politik

### Sitzverteilung im Gemeinderat
In Smallingerland setzt sich der Gemeinderat folgendermaßen zusammen:
| Partei                            | Sitze a | Sitze a | Sitze a | Sitze a | Sitze a | Sitze a | Sitze a | Sitze a | Sitze a | Sitze a | Sitze a |
| Partei                            | 1982    | 1986    | 1990    | 1994    | 1998    | 2002    | 2006    | 2010    | 2014    | 2018    | 2022    |
| --------------------------------- | ------- | ------- | ------- | ------- | ------- | ------- | ------- | ------- | ------- | ------- | ------- |
| CDA                               | 10      | 10      | 10      | 7       | 8       | 8       | 7       | 6       | 5       | 4       | 5       |
| ChristenUnie                      | –       | –       | –       | –       | –       | 3       | 4       | 4       | 5       | 4       | 5       |
| PvdA                              | 10      | 13      | 11      | 7       | 8       | 7       | 11      | 7       | 6       | 4       | 4       |
| SP                                | –       | –       | –       | –       | 2       | 2       | 3       | 2       | 4       | 2       | 3       |
| Eérste Lokale Partij b            | –       | –       | –       | –       | –       | –       | –       | –       | 3       | 7       | 3       |
| Smallingerlands Belang            | –       | –       | –       | –       | –       | –       | 1       | 2       | 2       | 3       | 3       |
| VVD                               | 4       | 3       | 3       | 3       | 3       | 3       | 2       | 4       | 2       | 2       | 3       |
| GroenLinks                        | –       | –       | 2       | 3       | 3       | 2       | 1       | 2       | 1       | 2       | 2       |
| D66                               | 0       | 1       | 2       | 3       | 1       | 1       | 0       | 1       | 2       | 2       | 2       |
| FNP                               | 1       | 1       | 1       | 1       | 1       | 1       | 1       | 2       | 1       | 1       | 1       |
| Gemeentebelangen Smallingerland b | –       | –       | –       | 4       | 2       | 4       | 1       | 1       | –       | –       | –       |
| RPF                               | 1       | 0       | 1       | 2       | 2       | –       | –       | –       | –       | –       | –       |
| GPV                               | 1       | 1       | 1       | 1       | 1       | –       | –       | –       | –       | –       | –       |
| CPN                               | 1       | 1       | –       | –       | –       | –       | –       | –       | –       | –       | –       |
| PSP                               | 1       | 1       | –       | –       | –       | –       | –       | –       | –       | –       | –       |
| PPR                               | 1       | 1       | –       | –       | –       | –       | –       | –       | –       | –       | –       |
| EVP                               | 0       | 1       | –       | –       | –       | –       | –       | –       | –       | –       | –       |
| Smallingerlands Belang            | 0       | 0       | –       | –       | –       | –       | –       | –       | –       | –       | –       |
| Gesamt                            | 29      | 31      | 31      | 31      | 31      | 31      | 31      | 31      | 31      | 31      | 31      |

Anmerkungen

### Bürgermeister
Seit dem 19. November 2024 ist Fred Veenstra (CDA) amtierender Bürgermeister der Gemeinde. Zu seinem Kollegium zählen die Beigeordneten Pieter van der Zwan (ChristenUnie), 
Robin Hartogh Heys van de Lier (CDA), Maria le Roy (GroenLinks/FNP), Sipke Hoekstra (VVD) sowie der Gemeindesekretär Siebren van der Berg.

## Städtepartnerschaften
- Kiryat Ono, Israel
- Gobabis, Namibia
- Säter, Schweden